# Manuchekhr Dzhalilov
Manuchekhr Nasrulloyevich Dzhalilov (em russo:  Манучехр Насруллоевич Джалилов, em persa, منوچهر نصرالله‌یویچ جلیلوف e em tajique:  Манучеҳр Ҷалилов) (Hisar, 27 de setembro de 1990) é um futebolista tajique que atua como atacante. Atualmente defende o Istiklol e a Seleção Tajique.

## Carreira
Revelado pelo Lokomotiv Moscou, Dzhalilov não chegou a defender o time principal, atuando pelo time B (atual Kazanka Moscou). Jogou também pelo Neftekhimik Nizhnekamsk, da terceira divisão russa, entre 2011 e 2014.
Em 2015 foi contratado pelo Istiklol, ajudando o clube a vencer 6 títulos nacionais (3 Campeonatos Tajiques, uma Copa do Tajiquistão e 2 Supercopas), chegando a ser 2 vezes eleito o Jogador do Ano. Teve ainda passagens pelo futebol da Indonésia, vestindo as camisas de Sriwijaya e Persebaya Surabaya, voltando ao Istiqlol em 2020 e conquistando 7 títulos pelo clube em sua segunda passagem.

## Seleção Tajique
Dzhalilov é o maior artilheiro da história da Seleção Tajique, pela qual estreou em setembro de 2011, contra o Uzbequistão. Dos 20 gols marcados por ele, 8 foram entre novembro de 2015 (4 deles na vitória por 5 a 0 sobre Bangladesh) e novembro de 2016 (vitórias por 4 a 0 e 1 a 0 sobre Turcomenistão e Afeganistão).

## Títulos
Istiklol
- Campeonato Tajique: 2015, 2016,[3]2017[4], 2020[5], 2021[6], 2022[7]
- Copa do Tajiquistão: 2016[8], 2022[9]
- Supercopa do Tajiquistão: 2015, 2016[10], 2020][11], 2021[12], 2022[13]

Sriwijaya
- Copa do Governador de Kalimantan Ocidental: 2018

### Individuais
- Artilheiro do Campeonato Tajique: 2015[14], 2016[15], 2021[16], 2022[17]
- Jogador Tajique do Ano: 2015[18], 2016[19]
- Jogador mais valioso da Copa da AFC: 2017[20]
- Artilheiro da Copa do Presidente da Indonésia: 2019 (5 gols, empatado com Ricky Kayame e Bruno Matos)